# ヴワディスワフ・ジュムダ
ヴワディスワフ・アントニ・ジュムダ（ポーランド語: Władysław Antoni Żmuda, 1954年6月6日 -）は、ポーランドの元サッカー選手。ポジションはDF。読みはヴワディスワフ・ジュムダ（太字は強勢で、人によってはわずかに長音となる； ポーランド語発音: [vwaˈd̪ɨs̪waf ˈʐmud̪a]）。

## 経歴
ポーランド代表として国際Aマッチ91試合に出場した。また4度のワールドカップ（1974 FIFAワールドカップ、1978 FIFAワールドカップ、1982 FIFAワールドカップ、1986 FIFAワールドカップ）に参加し、21試合に出場した。この記録はポーランド史上最多記録であり、ワールドカップ史上においても、ドイツのローター・マテウス、ミロスラフ・クローゼ、イタリアのパオロ・マルディーニ、に次ぐ第4位の記録（ペレ、ディエゴ・マラドーナ、ジャンニ・リベラらの名手と並ぶ）である。
クラブでは1982年に海外移籍が認められ、イタリアのエラス・ヴェローナへ移籍するが、怪我に苦しみ、1984年にはアメリカのニューヨーク・コスモス、1985年からはセリエBのクレモネーゼでプレーを続けた。
引退後は指導者の道へ進み、ポーランドU-23代表コーチやポーランド代表コーチを務め、2002年のワールドカップではポーランド代表監督のイェジィ・エンゲルのアシスタントを務めた。